# EC VSV
EC VSV (Eishockey-Club Villacher Sportverein - pol. Klub Hokejowy - Klub Sportowy w Villach) – austriacki klub hokejowy z siedzibą w Villach (land Karyntia), występujący w rozgrywkach Erste Bank Eishockey Liga.
Z racji położenia geograficznego, drużyna od lat współzawodniczy szczególnie z innym klubem z Karyntii - EC KAC.
Od sezonu 2010/11 drużyna występuje pod nazwą sponsora tytularnego EC Rekord Fenster VSV.

## Informacje ogólne
- Nazwa: EC VSV
- Rok założenia: 1923
- Barwy: biało-niebieskie
- Lodowisko: Stadthalle Villach
- Adres: Tirolerstraße 47, 9500 Villach
- Pojemność: ok. 4500

## Sukcesy
- Złoty medal mistrzostw Austrii: 1981, 1992, 1993, 1999, 2002, 2006
- Brązowy medal Alpenligi: 1992, 1993

## Zawodnicy
Wychowankiem klubu jest m.in. Michael Grabner.